# Ruggero Ruggeri (politico)
Ruggero Ruggeri (Mantova, 11 novembre 1946) è un politico italiano.

## Biografia
Dopo la laurea in economia e commercio, intraprese la carriera accademica arrivando alla docenza di economia politica all'Università di Verona; parallelamente s'impegnò nella società civile all'interno dell'Azione Cattolica, della CISL e della Confcooperative..
Nel 1993 fu candidato alla presidenza della provincia Mantova per una coalizione comprendente la Democrazia Cristiana e la lista Alternativa (composta da liberali e seguaci di Mario Segni), arrivando terzo col 16,9% dei voti; fu quindi eletto nel Consiglio provinciale.
Nel 1996 corse per la coalizione dell'Ulivo nel collegio uninominale di Mantova, in quota PPI, arrivando primo col 46,31% dei suffragi ed entrando quindi alla Camera dei deputati. Fu confermato nel 2001 nello stesso collegio col 48,93% e nel 2006 nella circoscrizione V Lombardia, occupando il quinto posto nella lista dell'Ulivo per la mutata legge elettorale.
Non ricandidato nel 2008, abbandonò poi la politica attiva.